# بيري ماسون
بيري ماسون هو شخصية خيالية أمريكية ، ومحامي دفاع جنائي هو الشخصية الرئيسية في أعمال الخيال البوليسي التي كتبها إيرل ستانلي جاردنر. يشتمل Perry Mason على أكثر من 80 رواية وقصة قصيرة ، معظمها ينطوي على محاكمة قتل عميل. عادة ، يثبت ماسون براءة موكله (بدلاً من حكم `` غير مذنب '') بتورط شخصية أخرى ، ثم يعترف.
تم تكييف شخصية بيري ماسون للصور المتحركة والمسلسلات الإذاعية الطويلة. [1] وأعقب ذلك التكيف المعروف ، المسلسل التلفزيوني CBS بيري ميسون (1957-1966) بطولة ريموند بور. المسلسل التلفزيوني الثاني ، The New Perry Mason بطولة مونتي ماركهام ، استمر من 1973 إلى 1974 ؛ و 30 فيلما تلفزيونيا بيري ماسون تم تشغيلها من عام 1985 إلى عام 1995 ، حيث كرر دور دور ميسون في 26 منهم قبل وفاته في عام 1993. [2] مسلسل تلفزيوني ثالث ، HBO's Perry Mason بطولة بطولة Matthew Rhys بدأ بثه في عام 2020.
تحتل سلسلة بيري ماسون المرتبة الثالثة في سلسلة أفضل عشرة كتب مبيعاً. في عام 2015 ، بدأت بصمة النشر الخاصة بنقابة المحامين الأمريكية ، Ankerwycke ، بإعادة إصدار كتب Gardner's Perry Mason ، والتي كانت غير مطبوعة في الولايات المتحدة.